# Abzu
ABZU (u sumerskom „abzu“, a na akadskom „apsu“) također je znan i kao „engur“ na sumerskom i „engurru“ na akadskom. Riječ je o mužu božice Tiamat. U prijevodu „ab“ znači „ocean“, dok „zu“ znači „znati“ ili „duboko“. Abzu je bilo ime za svježe vode podzemnog vodonosnika kojem je dano religijsko značenje u sumerskoj i akadskoj mitologiji. Prema tim mitologijama smatralo se da jezera, izvori, rijeke, bunari i ostali izvori svježe vode imaju svoje porijeklo u abzuu.
U gradu Eridu, Enkijev hram bio je znan kao E2-abzu (kuća kozmičkih voda) i bio je smješten na rubu močvare, jednog abzua. Neki spremnici svete vode u babilonskim i asirskim hramovima također su nazivani abzu („apsu“). Tipično u religijskom obredu pranja, spomenuti spremnici nalikuju bazenima za pranje u kasnijim islamskim džamijama ili krstionicama u kršćanskim crkvama.
Za sumerskog boga Enkija (Ea u akadskom jeziku) vjerovalo se da je živio u abzuu puno prije nego što su stvoreni ljudi. Njegova žena Damgalnuna, njegova majka Namma, njegov savjetnik Isimud i šaroliko društvo podložnih stvorenja, poput čuvara vratiju Lahmua,  isto su živjeli u abzuu.
Abzu (apsu) je opisan kao božanstvo samo u babilonskom epu o stvaranju, Enuma Elišu, koji je uzet iz Ašurbanipalove biblioteke približno 630. pr. Kr., ali koji je stariji nekih 500 godina. U toj priči, on je bio prvotno biće načinjeno od svježe vode i ljubavnik jednoj drugoj praiskonskoj božici, Tiamat, koja je pak bila stvorenje slanih voda. Spis Enuma Eliš započinje ovako:
„Još dok ne postojaše ni nebo ni zemlja, Apsu svježevodeni postojaše, prvi, stvoritelj, i Tiamat, slano more, ona koja ih nosiše sve; svi bijahu miješali svoje vode i dok ne bijahu stvoreni zemlja za ispašu, čak ni šaš ni bara...“